# Marcus Plinius Diogenes
Marcus Plinius Diogenes war ein antiker römischer Toreut (Metallbearbeiter), der etwa im ersten Drittel des 1. Jahrhunderts in Kampanien tätig war.
Marcus Plinius Diogenes ist heute nur noch aufgrund von sieben Signaturstempeln auf Bronzekasserollen bekannt. Die nicht immer einheitlichen oder nicht immer vollständig erhaltenen Signaturen lauten unter anderem lateinisch M PLINI DIOG, ergänzt zu M(arci) Plini Diog(eni), lateinisch M PLINI DIOGEN, ergänzt zu M(arci) Plini Diogen(is) und lateinisch M PLINI DIOGENI, ergänzt zu M(arci) Plini Diogeni. Die Funde weisen eine gewissen Streuung auf, auch wenn in den verschiedenen Fundregionen meist mehr als zwei Kasserollen gefunden wurden. Mehr als die Hälfte wurde in Italien gefunden, davon je zwei in Pompeji, also der Region der Herstellung, sowie in Rom, zwei weitere im nordöstlichen Gallien und ein Stück im freien Germanien. Vor allem beim letzten Stück, aber auch den Stücken in Gallien, ist nicht klar, ob sie durch Handel, Reise- oder Truppenbewegungen oder als Geschenke in die jeweilige Region kamen. Mit Marcus Plinius Faustus gibt es eine Generation später in derselben Region einen weiteren Toreuten aus der Gens der Plinier, wobei über ein mögliches Verhältnis nur spekuliert werden könnte.
1. Bronzekasserolle; gefunden in Pompeji; heute im Deposito Archeologico Pompei.[1]
2. Bronzekasserolle; gefunden in Pompeji; heute im Archäologischen Nationalmuseum in Neapel.[2]
3. Bronzekasserolle; gefunden in einem Depotfund in den Pontinischen Sümpfen in Rom; heute in den Museo Gregoriano Profano der Vatikanischen Museen in der Vatikanstadt.[3]
4. Bronzekasserolle; gefunden in einem Depotfund in den Pontinischen Sümpfen in Rom; heute in den Museo Gregoriano Profano der Vatikanischen Museen in der Vatikanstadt.[4]
5. Bronzekasserolle; gefunden in Naix-aux-Forges, Département Meuse, Region Grand Est, Nordost-Frankreich; heute im Musée Barrois in Bar-le-Duc.[5]
6. Bronzekasserolle; gefunden in Mâcon, Saône-et-Loire, Region Bourgogne-Franche-Comté, Frankreich; heute im Musée archéologique in Dijon, Département Côte-d’Or, Bourgogne-Franche-Comté.[6]
7. Bronzekasserolle; gefunden im Brandgrab Nummer 6 von Bornitz (heute zu Elsteraue), Burgenlandkreis, Sachsen-Anhalt, Deutschland; heute im Landesmuseum für Vorgeschichte in Halle (Saale).[7]

## Einzelbelege
1. ↑  Inventarnummer 11144; Richard Petrovszky: Studien zu römischen Bronzegefäßen mit Meisterstempeln. Leidorf, Buch am Erlbach 1993, S. 287, Nr. P.07.01.
2. ↑  Inventarnummer 73286; Richard Petrovszky: Studien zu römischen Bronzegefäßen mit Meisterstempeln. Leidorf, Buch am Erlbach 1993, S. 287, Nr. P.07.02.
3. ↑  Inventarnummer 5392; Richard Petrovszky: Studien zu römischen Bronzegefäßen mit Meisterstempeln. Leidorf, Buch am Erlbach 1993, S. 287, Nr. P.07.03; CIL 15, 07079b.
4. ↑  Inventarnummer 5362; Richard Petrovszky: Studien zu römischen Bronzegefäßen mit Meisterstempeln. Leidorf, Buch am Erlbach 1993, S. 287–288, Nr. P.07.04; CIL 15, 07079a.
5. ↑  Inventarnummer ?; Richard Petrovszky: Studien zu römischen Bronzegefäßen mit Meisterstempeln. Leidorf, Buch am Erlbach 1993, S. 288, Nr. P.07.05; CIL 13, 10027,036b.
6. ↑  Inventarnummer ?; Richard Petrovszky: Studien zu römischen Bronzegefäßen mit Meisterstempeln. Leidorf, Buch am Erlbach 1993, S. 288, Nr. P.07.06; CIL 13, 10027,036a.
7. ↑  Inventarnummer HK 40:46 a-z; Richard Petrovszky: Studien zu römischen Bronzegefäßen mit Meisterstempeln. Leidorf, Buch am Erlbach 1993, S. 288, Nr. P.07.07.

| Personendaten    | Personendaten                              |
| ---------------- | ------------------------------------------ |
| NAME             | Plinius Diogenes, Marcus                   |
| ALTERNATIVNAMEN  | Diogenes, Marcus Plinius                   |
| KURZBESCHREIBUNG | antiker römischer Toreut                   |
| GEBURTSDATUM     | 1. Jahrhundert v. Chr. oder 1. Jahrhundert |
| STERBEDATUM      | 1. Jahrhundert oder 2. Jahrhundert         |